# Witali Nikolajewitsch Jefimow

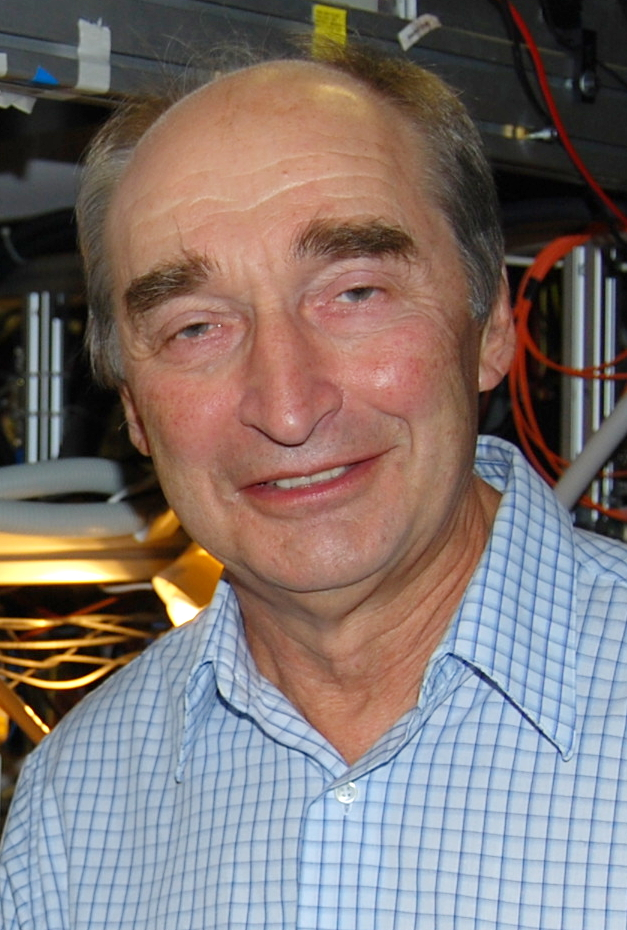
Witali Jefimow

Witali Nikolajewitsch Jefimow (russisch Виталий Николаевич Ефимов, englische Transkription Vitaly Efimov; * 1938 in Leningrad) ist ein russischer theoretischer Physiker, der 1970 voraussagte, dass ein quantenmechanisches System von drei Bosonen unendlich viele gebundene Zustände bilden könne, auch wenn jeweils zwei davon zusammen dies nicht können.
Seine Efimov-Zustände stießen bei ihrer Einführung auf Unglauben, wurden aber 2005 von einer Arbeitsgruppe um Rudolf Grimm und Hanns-Christoph Nägerl am Institut für Experimentalphysik der Universität Innsbruck erstmals experimentell bestätigt und die entsprechende Arbeit 2006 in der Wissenschaftszeitschrift Nature veröffentlicht.
Jefimow wurde 1966 am Joffe-Institut in theoretischer Physik bei Miron Amusia und Lev Sliv promoviert. Er ging 1989 in die USA und lehrt derzeit an der University of Washington in Seattle. Seit 2000 ist er Fellow der American Physical Society.
2018 wurde er gemeinsam mit Rudolf Grimm mit der erstmals vergebenen Faddeev-Medaille geehrt.